# Пеннефазер, Перси
Перси Милтон Пеннефазер (англ. Percy Milton Pennefather, 16 июля 1923 — 21 декабря 1975) — сингапурский хоккеист (хоккей на траве), нападающий.

## Биография
Перси Пеннефазер родился 16 июля 1923 года.
Играл в хоккей на траве за сингапурскую полицию.
В 1956 году вошёл в состав сборной Сингапура по хоккею на траве на Олимпийских играх в Мельбурне, занявшей 8-е место. Играл на позиции нападающего, провёл 6 матчей, забил (по имеющимся данным) 5 мячей (три в ворота сборной США, два — Афганистану).
Завершил международную игровую карьеру в 38 лет, сыграв 110 матчей за сборную Сингапура. При этом продолжал выступать на клубном уровне. Тренировал сборную в 1967 году во время олимпийского отборочного турнира.
В 1972 году возглавил Сингапурскую хоккейную ассоциацию.
Умер 21 декабря 1975 года.

## Семья
Жена Перси Пеннефазера играла за женскую сборную Сингапура по хоккею на траве.
Их дочь Аннабель Пеннефазер с 5 лет играла в хоккей, впоследствии стала юрисконсультом правительства, вице-президентом Сингапурского национального олимпийского совета. В 2004 году возглавляла делегацию страны на летних Олимпийских играх в Афинах.